# Phymatidium aquinoi
Phymatidium aquinoi är en orkidéart som beskrevs av Rudolf Schlechter. Phymatidium aquinoi ingår i släktet Phymatidium och familjen orkidéer. Inga underarter finns listade i Catalogue of Life.